# Bleke draakvis
De bleke draakvis (Hydrolagus bemisi) is een vis uit de familie kortneusdraakvissen. De vis komt voor in de Grote Oceaan en met name in de open wateren rond Nieuw-Zeeland. De soort komt voor op diepten van range 86 tot 1410  m maar wordt meestal aangetroffen tussen de 200 tot 800 m. De vis kan een lengte bereiken van 90  cm. Mannetjes zijn gemiddeld 60 cm en vrouwtjes 70 cm groot.